# Синарна
Синарна (укр. Синарна) — село в Оратовском районе Винницкой области Украины.
Расположено на обоих берегах реки Синарна (приток Соба).
Код КОАТУУ — 0523185302. Население по переписи 2001 года составляет 328 человек. Почтовый индекс — 22640. Телефонный код — 4330.
Занимает площадь 1,482 км².

## Адрес местного совета
22640, Винницкая область, Оратовский р-н, с. Стрижаков, ул. Мира, 32